# Fernando Peralta (jugador d'escacs)
|  | Per a altres significats, vegeu «Fernando Peralta». |

Fernando Peralta (Lomas de Zamora, província de Buenos Aires, 16 de desembre de 1979), és un jugador d'escacs argentí, que té el títol de Gran Mestre des de 2004.
A la llista d'Elo de la FIDE del desembre del 2020, hi tenia un Elo de 2586 punts, cosa que en feia el jugador número 4 (en actiu) de l'Argentina. El seu màxim Elo va ser de 2632 punts, a la llista de febrer de 2013 (posició 140 al rànquing mundial).

## Resultats destacats en competició
Instal·lat a Catalunya, ha vençut en nombrosos torneigs internacionals catalans. El 2003 fou campió de l'Obert de Castellar del Vallès. Va ser un cop guanyador del campionat de l'Argentina l'any 2006, i fou subcampió en tres ocasions, els anys 2001, 2007, i 2013.
El juliol del 2009, fou campió de l'Obert de Barberà el Vallès amb 7 punts de 9, els mateixos punts el segon i tercer classificats, Csaba Balogh i Héctor Mestre Bellido. El 2009 fou segon al Circuit Català d'Oberts Internacionals d'Escacs, per darrere d'Omar Almeida.
El 2011 empatà als llocs 3r–7è amb Serguei Vólkov, Ioannis Nikolaidis, Konstantine Shanava i Dragan Šolak al 1r Torneig Internacional Isthmia. El mateix any guanyà al XXI Obert Internacional d'Escacs de La Pobla de Lillet.
El juliol del 2014 fou de nou campió de l'Obert de Barberà el Vallès amb 7½ punts de 9, mig punt per davant de Karèn H. Grigorian i Marc Narciso Dublan. El juliol de 2015 fou campió de l'Obert d'Olot en sumar 8 punts de 9, per davant de Miguel Muñoz Pantoja i Joan Mellado Triviño. L'agost del 2015 fou campió de l'Obert de Badalona amb 7½ punts de 9, mig punt per davant de Tigran K. Harutyunian i Marc Narciso. Aquests resultats significà ocupar el tercer lloc del Circuit Català de 2015. El desembre de 2015 fou tercer del Sunway Sitges amb 6½ punts de 9 (els campió fou Marc Narciso).
El juny de 2016 fou campió de l'Obert d'actius Santa Coloma de Queralt amb 7½ de 8 partides, mig punt per davant de Àlvar Alonso i només cedint unes taules contra Miguel Muñoz. El juny de 2016 fou subcampió del Memorial Josep Lorente amb 7½ punts de 9 partides, els mateixos punts que Jonathan Cruz i Jorge A. González però amb millor desempat (el campió fou el GM Miguel Muñoz). El juliol de 2016 fou subcampió de l'Obert d'actius Ciutat d'Olot amb 7½ punts de 9 (el campió fou Cristhian Cruz Sánchez).
L'abril de 2017 empatà al tercer lloc, però fou cinquè per desempat al 44è Obert Internacional de La Roda, Albacete; el campió fou José Angel Guerra Méndez. El juliol de 2019 guanyà la XLII edició de l'Obert de Barberà.
El juliol de 2019 es proclamà per segon cop en la seva carrera Campió de l'Argentina.

### Participació en competicions per equips
Peralta ha participat, representant l'Argentina, en cinc Olimpíades d'escacs entre els anys 2002 i 2014 (dos cops com a 1r tauler), amb un resultat de (+17 =28 –13), per un 53,4% de la puntuació. El seu millor resultat el va fer a l'Olimpíada del 2002 en puntuar 6½ de 10 (+4 =5 -1), amb el 65,0% de la puntuació, amb una performance de 2553.